# Ascraeus Mensa
L'Ascraeus Mensa è una struttura geologica della superficie di Marte.